# Walter Klock
Walter Klock (* 20. September 1930 in Schlawe/Pommern) ist ein Pionier und ehemaliger Funktionär des deutschen Bodybuildings.
Klock gilt als einer der erfolgreichsten Bodybuildingtrainer der 1980er und 1990er Jahre, war Bundessportreferent und sportlicher Betreuer der deutschen Nationalmannschaft, Präsident des Hessischen Bodybuilding- und Kraftsportverbandes e.V. (HBBKV) sowie Vize-Präsident des Deutschen Bodybuilding- und Fitnessverbandes e.V. (DBFV). Zudem ist er Träger der Goldenen Ehrennadel des DBFV und der Silbermedaille der International Federation of Bodybuilding & Fitness (IFBB).
Er organisierte große Veranstaltungen, wie die Deutschen Bodybuilding-Meisterschaften 1990 und 1991 in Frankfurt am Main, die Europa- und Weltmeisterschaften der Junioren/Senioren 1986 und 87 in Rüsselsheim bzw. Gießen sowie mehr als fünfzig weitere Meisterschaften in Deutschland.
Im Jahre 2002 zog sich Klock aus der Verbandsarbeit zurück.

## Fitness-Center Klock
Ursprünglich erlernte Walter Klock den Beruf des Elektromaschinenbauers. Nachdem er über zwei Jahrzehnte eine eigene Unternehmenskette mit Gastronomie- und Textilbetrieben in Darmstadt geleitet hatte, eröffnete er im November 1977 im hessischen Gießen das Fitness-Center Klock als erstes Fitnessstudio der Region. Da die Begriffe Bodybuilding und Fitness in den späten Siebzigern noch weitestgehend unbekannt waren, gab es zunächst keine Nachfrage. Bereits nach einem Jahr war die Resonanz auf das "Sportstudio" jedoch derart hoch, dass aus Platzmangel ein Aufnahmestopp für neue Mitglieder verhängt werden musste. Bis Mitte der achtziger Jahre eröffnete Klock mit seinen Söhnen noch vier weitere Fitnessstudios in Gießen, Wetzlar und Butzbach.
1981 trat Walter Klock mit seinem Fitnessstudio dem Etat des Deutschen Bodybuilding- und Fitnessverbandes bei, was den Anfang der Verbandsarbeit markierte und in dessen Folge sich das Fitness-Center Klock zu einem der erfolgreichsten Studios Europas entwickeln sollte. Die Klocksche Muskelschmiede wurde zum Zentrum einer wachsenden Szene und bundesweiter Anlaufpunkt für Leistungssportler, so dass in Glanzzeiten jährlich bis zu 30 Athleten für das "Body-Team Klock" an diversen Wettkämpfen teilnahmen.
Von hier gingen zahlreiche Deutsche, Europa- und Weltmeister des Amateurbereichs, als auch spätere Profis wie Frank Hillebrand und Günter Schlierkamp hervor. Bis zum Verkauf des Fitnessstudios im Jahr 1999 holten die Gießener Athleten 155 Erst- sowie 110 Zweitplatzierungen, hierunter 28 Gesamtsiege.

## Bodybuildingfunktionär
1984 wurde Walter Klock, nachdem er bereits an die Spitze des Hessischen Bodybuilding- und Kraftsportverbandes gewählt worden war, in den Bundesvorstand des Deutschen Bodybuilding- und Fitnessverbandes (DBFV) berufen. Von 1984 bis 1990 übernahm er hier das Amt des Bundessportreferenten und wurde somit Betreuer der Nationalmannschaft. In dieser Zeit holten die deutschen Athleten insgesamt 35 WM-Titel. Klock besuchte mit der Mannschaft viele Länder, anlässlich der Europameisterschaft in St. Petersburg 1990 auch die Sowjetunion. 1985 zeichnete der DBFV ihn mit der Goldenen Ehrennadel des Verbandes aus.
Mit Walter Klock als Vorsitzenden des Hessischen Bodybuilding- und Kraftsportverbandes entwickelte sich auch der Landesverband zu einem der bestfunktionierenden und erfolgreichsten seiner Zeit. In seinem Namen organisierte Klock 1986 und 87 die Weltmeisterschaften der Junioren und Senioren in Rüsselsheim und Gießen. Letztere brachte seinerzeit einen Teilnehmerrekord von 25 nationalen Delegationen. Im November 1986 veranstaltete der DBFV auf seinen Antrag hin die allererste Internationale Deutsche Bodybuilding-Meisterschaft in der Jahrhunderthalle  in  Frankfurt am Main. In den Jahren 1990 und 91 richtete der hessische Landesverband an gleicher Stelle dann die 31. und 32. Deutsche Bodybuilding-Meisterschaft aus, die erstmals außerhalb von München stattfand.
1990 erhielt Walter Klock in Florida für seine Verdienste vom Mitbegründer der International Federation of Bodybuilding & Fitness, Ben Weider, die Silbermedaille des Weltverbandes. Nach seiner Zeit als Bundessportreferent bekleidete er von 1993 bis 1999 das Amt des Vize-Präsidenten des Deutschen Bodybuilding- und Fitnessverbandes.

## Heute
Im September 1999 verkaufte Walter Klock das "Fitness-Center Klock", das bis zur endgültigen Schließung 2009 von den neuen Inhabern weitergeführt wurde, und zog sich im Jahre 2002 auch aus der Verbandsarbeit zurück. Er ist heute Ehrenpräsident des Hessischen Bodybuilding- und Kraftsportverbandes e.V. sowie Ehrenmitglied im Bundesvorstand des Deutschen Bodybuilding- und Fitnessverbandes e.V.